# Ash (Band)/Diskografie
Diese Diskografie ist eine Übersicht über die musikalischen Werke der nordirischen Rockband Ash. Den Schallplattenauszeichnungen zufolge hat sie bisher mehr als 1,3 Millionen Tonträger verkauft. Ihre erfolgreichsten Veröffentlichungen sind die Alben 1977 und Free All Angels mit je über 300.000 verkauften Einheiten.

## Alben

### Studioalben
| Jahr | Titel                     | Höchstplatzierung, Gesamtwochen, AuszeichnungChartplatzierungen (Jahr, Titel, Platzierungen, Wochen, Auszeichnungen, Anmerkungen) | Höchstplatzierung, Gesamtwochen, AuszeichnungChartplatzierungen (Jahr, Titel, Platzierungen, Wochen, Auszeichnungen, Anmerkungen) | Höchstplatzierung, Gesamtwochen, AuszeichnungChartplatzierungen (Jahr, Titel, Platzierungen, Wochen, Auszeichnungen, Anmerkungen) | Höchstplatzierung, Gesamtwochen, AuszeichnungChartplatzierungen (Jahr, Titel, Platzierungen, Wochen, Auszeichnungen, Anmerkungen) | Höchstplatzierung, Gesamtwochen, AuszeichnungChartplatzierungen (Jahr, Titel, Platzierungen, Wochen, Auszeichnungen, Anmerkungen) | Anmerkungen                              |
| Jahr | Titel                     | DE | AT | CH | UK | IE | Anmerkungen                              |
| ---- | ------------------------- | --- | --- | --- | --- | --- | ---------------------------------------- |
| 1994 | Trailer                   | — | — | — | — | IE— aIE | Erstveröffentlichung: 18. Oktober 1994   |
| 1996 | 1977                      | DE65 (10 Wo.)DE | — | CH40 (5 Wo.)CH | UK1 Platin · (33 Wo.)UK | IE— aIE | Erstveröffentlichung: 6. Mai 1996        |
| 1998 | Nu-Clear Sounds           | DE86 (1 Wo.)DE | — | — | UK7 Gold · (5 Wo.)UK | IE— aIE | Erstveröffentlichung: 5. Oktober 1998    |
| 2001 | Free All Angels           | DE34 (6 Wo.)DE | AT28 (7 Wo.)AT | — | UK1 Platin · (33 Wo.)UK | IE2 (42 Wo.)IE | Erstveröffentlichung: 16. April 2001     |
| 2004 | Meltdown                  | DE65 (2 Wo.)DE | AT75 (1 Wo.)AT | — | UK5 Gold · (10 Wo.)UK | IE6 (6 Wo.)IE | Erstveröffentlichung: 17. Mai 2004       |
| 2007 | Twilight of the Innocents | — | — | — | UK32 (2 Wo.)UK | IE26 (2 Wo.)IE | Erstveröffentlichung: 29. Juni 2007      |
| 2015 | Kablammo                  | — | — | — | UK41 (1 Wo.)UK | IE27 (2 Wo.)IE | Erstveröffentlichung: 25. Mai 2015       |
| 2018 | Islands                   | — | — | — | UK18 (1 Wo.)UK | IE34 (1 Wo.)IE | Erstveröffentlichung: 18. Mai 2018       |
| 2023 | Race the Night            | — | — | — | UK14 (1 Wo.)UK | IE60 (1 Wo.)IE | Erstveröffentlichung: 15. September 2023 |

grau schraffiert: keine Chartdaten aus diesem Jahr verfügbar

### Livealben
| Jahr | Titel                | Höchstplatzierung, Gesamtwochen, AuszeichnungChartplatzierungen (Jahr, Titel, Platzierungen, Wochen, Auszeichnungen, Anmerkungen) | Höchstplatzierung, Gesamtwochen, AuszeichnungChartplatzierungen (Jahr, Titel, Platzierungen, Wochen, Auszeichnungen, Anmerkungen) | Höchstplatzierung, Gesamtwochen, AuszeichnungChartplatzierungen (Jahr, Titel, Platzierungen, Wochen, Auszeichnungen, Anmerkungen) | Höchstplatzierung, Gesamtwochen, AuszeichnungChartplatzierungen (Jahr, Titel, Platzierungen, Wochen, Auszeichnungen, Anmerkungen) | Höchstplatzierung, Gesamtwochen, AuszeichnungChartplatzierungen (Jahr, Titel, Platzierungen, Wochen, Auszeichnungen, Anmerkungen) | Anmerkungen                            |
| Jahr | Titel                | DE | AT | CH | UK | IE | Anmerkungen                            |
| ---- | -------------------- | --- | --- | --- | --- | --- | -------------------------------------- |
| 1997 | Live at the Wireless | — | — | — | UK85 (1 Wo.)UK | IE— aIE | Erstveröffentlichung: 17. Februar 1997 |

grau schraffiert: keine Chartdaten aus diesem Jahr verfügbar
Weitere Livealben
- 2001: Tokyo Blitz
- 2016: Live on Mars: London Astoria 1997

### Kompilationen
| Jahr | Titel                             | Höchstplatzierung, Gesamtwochen, AuszeichnungChartplatzierungen (Jahr, Titel, Platzierungen, Wochen, Auszeichnungen, Anmerkungen) | Höchstplatzierung, Gesamtwochen, AuszeichnungChartplatzierungen (Jahr, Titel, Platzierungen, Wochen, Auszeichnungen, Anmerkungen) | Höchstplatzierung, Gesamtwochen, AuszeichnungChartplatzierungen (Jahr, Titel, Platzierungen, Wochen, Auszeichnungen, Anmerkungen) | Höchstplatzierung, Gesamtwochen, AuszeichnungChartplatzierungen (Jahr, Titel, Platzierungen, Wochen, Auszeichnungen, Anmerkungen) | Höchstplatzierung, Gesamtwochen, AuszeichnungChartplatzierungen (Jahr, Titel, Platzierungen, Wochen, Auszeichnungen, Anmerkungen) | Anmerkungen                             |
| Jahr | Titel                             | DE | AT | CH | UK | IE | Anmerkungen                             |
| ---- | --------------------------------- | --- | --- | --- | --- | --- | --------------------------------------- |
| 2002 | Intergalactic Sonic 7"s           | — | — | — | UK3 Gold · (8 Wo.)UK | IE4 (8 Wo.)IE | Erstveröffentlichung: 9. September 2002 |
| 2010 | A-Z Vol. 1                        | — | — | — | UK68 (1 Wo.)UK | IE83 (1 Wo.)IE | Erstveröffentlichung: 3. April 2010     |
| 2020 | Teenage Wildlife: 25 Years of Ash | — | — | — | UK26 (1 Wo.)UK | IE14 (1 Wo.)IE | Erstveröffentlichung: 14. Februar 2020  |

Weitere Kompilationen
- 2010: A-Z Vol. 2
- 2011: The Best of Ash

### EPs
- 2005: Commando EP
- 2012: Little Infinity EP

## Singles
| Jahr | Titel Album                                                 | Höchstplatzierung, Gesamtwochen, AuszeichnungChartplatzierungen (Jahr, Titel, Album, Platzierungen, Wochen, Auszeichnungen, Anmerkungen) | Höchstplatzierung, Gesamtwochen, AuszeichnungChartplatzierungen (Jahr, Titel, Album, Platzierungen, Wochen, Auszeichnungen, Anmerkungen) | Höchstplatzierung, Gesamtwochen, AuszeichnungChartplatzierungen (Jahr, Titel, Album, Platzierungen, Wochen, Auszeichnungen, Anmerkungen) | Höchstplatzierung, Gesamtwochen, AuszeichnungChartplatzierungen (Jahr, Titel, Album, Platzierungen, Wochen, Auszeichnungen, Anmerkungen) | Höchstplatzierung, Gesamtwochen, AuszeichnungChartplatzierungen (Jahr, Titel, Album, Platzierungen, Wochen, Auszeichnungen, Anmerkungen) | Anmerkungen                              |
| Jahr | Titel Album                                                 | DE | AT | CH | UK | IE | Anmerkungen                              |
| ---- | ----------------------------------------------------------- | --- | --- | --- | --- | --- | ---------------------------------------- |
| 1994 | Petrol Trailer                                              | — | — | — | UK96 (1 Wo.)UK | IE— bIE | Erstveröffentlichung: 15. August 1994    |
| 1994 | Uncle Pat Trailer                                           | — | — | — | — | IE20 (3 b Wo.)IE | Erstveröffentlichung: 17. Oktober 1994   |
| 1995 | Kung Fu 1977                                                | — | — | — | UK57 (2 Wo.)UK | IE— bIE | Erstveröffentlichung: 20. März 1995      |
| 1995 | Girl from Mars 1977                                         | — | — | — | UK11 Silber · (6 Wo.)UK | IE16 (6 b Wo.)IE | Erstveröffentlichung: 31. Juli 1995      |
| 1995 | Angel Interceptor 1977                                      | — | — | — | UK14 (7 Wo.)UK | IE18 (3 b Wo.)IE | Erstveröffentlichung: 9. Oktober 1995    |
| 1996 | Goldfinger 1977                                             | — | — | — | UK5 (9 Wo.)UK | IE13 (5 b Wo.)IE | Erstveröffentlichung: 15. April 1996     |
| 1996 | Oh Yeah 1977                                                | — | — | — | UK6 (11 Wo.)UK | IE14 (7 b Wo.)IE | Erstveröffentlichung: 24. Juni 1996      |
| 1997 | A Life Less Ordinary Soundtrack                             | — | — | — | UK10 (5 Wo.)UK | IE16 (5 b Wo.)IE | Erstveröffentlichung: 13. Oktober 1997   |
| 1998 | Jesus Says Nu-Clear Sounds                                  | — | — | — | UK15 (6 Wo.)UK | IE— bIE | Erstveröffentlichung: 21. September 1998 |
| 1998 | Wildsurf Nu-Clear Sounds                                    | — | — | — | UK31 (2 Wo.)UK | IE— bIE | Erstveröffentlichung: 23. November 1998  |
| 2001 | Shining Light Free All Angels                               | — | — | — | UK8 Silber · (8 Wo.)UK | IE23 (4 Wo.)IE | Erstveröffentlichung: 29. Januar 2001    |
| 2001 | Burn Baby Burn Free All Angels                              | — | — | — | UK13 (6 Wo.)UK | IE20 (4 Wo.)IE | Erstveröffentlichung: 2. April 2001      |
| 2001 | Sometimes Free All Angels                                   | — | — | — | UK21 (7 Wo.)UK | IE41 (3 Wo.)IE | Erstveröffentlichung: 9. Juli 2001       |
| 2001 | Candy Free All Angels                                       | — | — | — | UK20 (3 Wo.)UK | IE25 (4 Wo.)IE | Erstveröffentlichung: 1. Oktober 2001    |
| 2001 | There’s a Star Free All Angels                              | — | — | — | UK13 (3 Wo.)UK | IE38 (2 Wo.)IE | Erstveröffentlichung: 31. Dezember 2001  |
| 2002 | Envy Intergalactic Sonic 7″s                                | — | — | — | UK21 (2 Wo.)UK | IE41 (1 Wo.)IE | Erstveröffentlichung: 26. August 2002    |
| 2002 | Jack Names the Planets (Re-Release) Intergalactic Sonic 7″s | — | — | — | UK82 (1 Wo.)UK | — | Erstveröffentlichung: 2. Dezember 2002   |
| 2004 | Orpheus Meltdown                                            | — | — | — | UK13 (4 Wo.)UK | IE25 (2 Wo.)IE | Erstveröffentlichung: 3. Mai 2004        |
| 2004 | Starcrossed Meltdown                                        | — | — | — | UK22 (5 Wo.)UK | IE43 (1 Wo.)IE | Erstveröffentlichung: 19. Juli 2004      |
| 2004 | Renegade Cavalcade Meltdown                                 | — | — | — | UK33 (2 Wo.)UK | — | Erstveröffentlichung: 6. Dezember 2004   |
| 2007 | You Can’t Have It All Twilight of the Innocents             | — | — | — | UK16 (3 Wo.)UK | — | Erstveröffentlichung: 9. April 2007      |
| 2007 | Polaris Twilight of the Innocents                           | — | — | — | UK32 (1 Wo.)UK | — | Erstveröffentlichung: 15. Juni 2007      |
| 2007 | End of the World Twilight of the Innocents                  | — | — | — | UK62 (1 Wo.)UK | — | Erstveröffentlichung: 10. September 2007 |
| 2010 | Dare to Dream A-Z Vol. 2                                    | — | — | — | UK87 (1 Wo.)UK | — | Erstveröffentlichung: 12. April 2010     |
| 2010 | Insects A-Z Vol. 2                                          | — | — | — | UK99 (1 Wo.)UK | — | Erstveröffentlichung: 10. Mai 2010       |
| 2010 | Physical World A-Z Vol. 2                                   | — | — | — | UK96 (1 Wo.)UK | — | Erstveröffentlichung: 7. Juni 2010       |
| 2010 | Spheres A-Z Vol. 2                                          | — | — | — | UK91 (1 Wo.)UK | — | Erstveröffentlichung: 21. Juni 2010      |
| 2010 | Instinct A-Z Vol. 2                                         | — | — | — | UK65 (1 Wo.)UK | — | Erstveröffentlichung: 5. Juli 2010       |
| 2010 | Summer Snow A-Z Vol. 2                                      | — | — | — | UK91 (1 Wo.)UK | — | Erstveröffentlichung: 19. Juli 2010      |
| 2010 | Carnal Love A-Z Vol. 2                                      | — | — | — | UK78 (1 Wo.)UK | — | Erstveröffentlichung: 2. August 2010     |
| 2010 | Embers A-Z Vol. 2                                           | — | — | — | UK79 (1 Wo.)UK | — | Erstveröffentlichung: 16. August 2010    |
| 2010 | Change Your Name A-Z Vol. 2                                 | — | — | — | UK84 (1 Wo.)UK | — | Erstveröffentlichung: 30. August 2010    |
| 2010 | Sky Burial A-Z Vol. 2                                       | — | — | — | UK87 (1 Wo.)UK | — | Erstveröffentlichung: 13. September 2010 |
| 2010 | There Is Hope Again A-Z Vol. 2                              | — | — | — | UK92 (1 Wo.)UK | — | Erstveröffentlichung: 27. September 2010 |

Weitere Singles
- 1994: Jack Names the Planets
- 1994: Petrol
- 1999: Numbskull
- 2004: Clones
- 2009: Return of White Rabbit
- 2009: True Love 1980
- 2009: Joy Kicks Darkness
- 2009: Arcadia
- 2009: Tracers
- 2009: The Dead Disciples
- 2009: Pripyat
- 2010: Ichiban
- 2010: Space Shot
- 2010: Neon
- 2010: Command
- 2010: Song of Your Desire
- 2010: Dionysian Urge
- 2010: War with Me
- 2010: Mind Control
- 2010: Binary

## Musikvideos
| - 1994: Jack Names the Planets - 1994: Petrol - 1994: Uncle Pat - 1995: Kung Fu - 1995: Girl from Mars - 1995: Angel Interceptor - 1996: Goldfinger - 1996: Oh Yeah - 1997: A Life Less Ordinary - 1998: Jesus Says - 1998: Wildsurf - 1999: Numbskill - 2001: Shining Light - 2001: Warmer Than Fire - 2001: Burn Baby Burn - 2001: Sometimes - 2001: Candy - 2001: There’s a Star - 2002: Envy - 2004: Clones (Version 1) - 2004: Clones (Version 2) | - 2004: Orpheus - 2004: Starcrossed - 2004: Renegade Cavalcade - 2007: I Started a Fire - 2007: You Can’t Have It All - 2007: Polaris - 2007: End of the World - 2009: Return of the White Rabbit (Version 1) - 2009: Return of the White Rabbit (Version 2) - 2009: Return of the White Rabbit (Version 3) - 2009: True Love 1980 - 2009: Joy Kicks Darkness - 2009: Arcadia - 2009: Tracers - 2009: The Dead Disciples - 2009: Pripyat - 2010: Ichiban - 2010: Space Shot - 2010: Neon - 2010: War with Me - 2010: Binary |

## Statistik

### Chartauswertung
|                     | DE    | AT    | CH    | UK     | IE    |
| ------------------- | ----- | ----- | ----- | ------ | ----- |
| Nummer-eins-Alben   | DE—DE | AT—AT | CH—CH | UK2UK  | IE—IE |
| Top-10-Alben        | DE—DE | AT—AT | CH—CH | UK5UK  | IE8IE |
| Alben in den Charts | DE4DE | AT2AT | CH1CH | UK12UK | IE9IE |

|                       | DE    | AT    | CH    | UK     | IE     |
| --------------------- | ----- | ----- | ----- | ------ | ------ |
| Nummer-eins-Singles   | DE—DE | AT—AT | CH—CH | UK—UK  | IE—IE  |
| Top-10-Singles        | DE—DE | AT—AT | CH—CH | UK4UK  | IE—IE  |
| Singles in den Charts | DE—DE | AT—AT | CH—CH | UK33UK | IE14IE |

### Auszeichnungen für Musikverkäufe
Anmerkung: Auszeichnungen in Ländern aus den Charttabellen bzw. Chartboxen sind in ebendiesen zu finden.
| Land/RegionAuszeichnungen für Musikverkäufe (Land/Region, Auszeichnungen, Verkäufe, Quellen) | Silber     | Gold     | Platin     | Verkäufe  | Quellen   |
| -------------------------------------------------------------------------------------------- | ---------- | -------- | ---------- | --------- | --------- |
| Vereinigtes Königreich (BPI)                                                                 | 2× Silber2 | 3× Gold3 | 2× Platin2 | 1.300.000 | bpi.co.uk |
| Insgesamt                                                                                    | 2× Silber2 | 3× Gold3 | 2× Platin2 |           |           |